# Isopachys gyldenstolpei
Isopachys gyldenstolpei är en ödleart som beskrevs av  Einar Lönnberg 1916. Isopachys gyldenstolpei ingår i släktet Isopachys och familjen skinkar. IUCN kategoriserar arten globalt som otillräckligt studerad. Inga underarter finns listade i Catalogue of Life.